# Румынский военный контингент в Афганистане
Румынский военный контингент в Афганистане — подразделение вооружённых сил Румынии, созданное в 2002 году. В 2002—2014 гг. действовало в составе сил ISAF.

## История

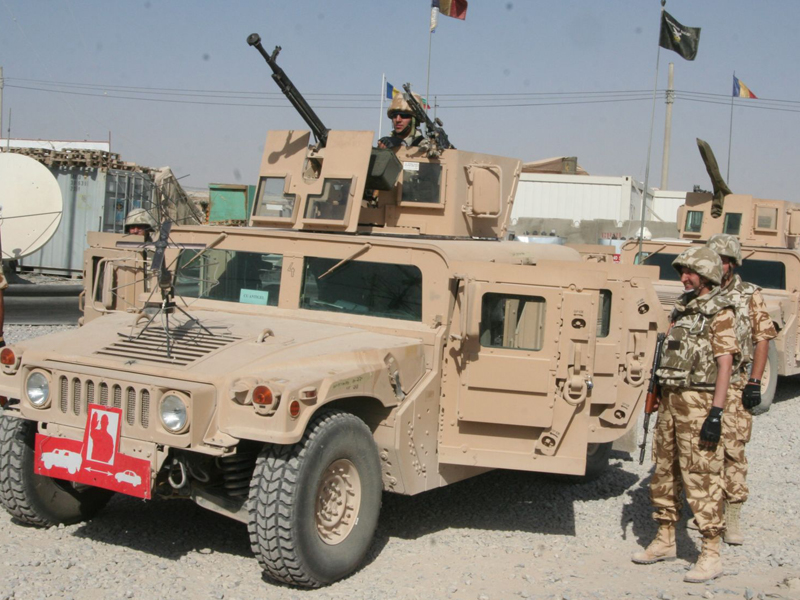
румынский HMMWV с пулемётом ДШК в Афганистане (22 октября 2008)

21 декабря 2001 года парламент Румынии принял постановление 38/2001 о участии страны в военной операции в Афганистане
В июле 2002 года первые 1700 военнослужащих Румынии были отправлены в Афганистан.
По состоянию на начало сентября 2013 года, численность румынского контингента составляла 1600 военнослужащих.
В 2002—2014 гг. основная часть румынского контингента ISAF находилась в провинции Забуль. В июне 2014 года Румыния начала выводить военный контингент из Афганистана.
28 декабря 2014 года командование НАТО объявило о том, что операция "Несокрушимая свобода" в Афганистане завершена. Тем не менее, боевые действия продолжались и иностранные войска остались в стране - в соответствии с начатой 1 января 2015 года операцией «Решительная поддержка», хотя общая численность войск НАТО (в том числе, румынского контингента) была уменьшена.
В июле 2018 года общая численность румынского военного контингента составляла 693 военнослужащих, в дальнейшем их количество было увеличено.
В начале сентября 2019 года общая численность румынского военного контингента составляла 750 военнослужащих. В феврале 2020 года численность составляла 797 военнослужащих.
14 апреля 2021 года президент США Джо Байден объявил о планах начала вывода американских войск из Афганистана в мае 2021 с завершением этого процесса к 11 сентября 2021 года. В этот же день решение о выводе войск "в течение нескольких следующих месяцев" приняли страны НАТО. 15 апреля 2021 года министр обороны страны Мирча Душа подтвердил на пресс-конференции, что румынские войска покинут Афганистан.
26 июня 2021 года последние 140 румынских военнослужащих покинули Афганистан, Румыния завершила эвакуацию войск и участие в операции.
15-16 августа 2021 года силы талибов заняли Кабул, и правительство Румынии приняло решение отправить в Афганистан самолёт для эвакуации оставшихся в стране граждан Румынии, иностранных граждан и афганских беженцев. Прибывший транспортный самолёт C-130 ВВС Румынии вылетел из международного аэропорта в Кабуле 21 августа 2021 года на нём были вывезены 14 граждан Румынии (работники посольства Румынии в Кабуле) и четверо иностранцев (граждане Болгарии).

## Результаты
По официальным данным министерства обороны Румынии, всего в период с начала участия в военной операции в 2002 году до 5 сентября 2019 года в операции в Афганистане приняли участие свыше 26 тысяч военнослужащих Румынии, 26 из них погибли и 181 получили ранения. В дальнейшем, потери продолжались.
В перечисленные выше потери не включены потери среди персонала ООН, находившегося в Афганистане в рамках миссии United Nations Assistance Mission in Afghanistan (по официальным данным ООН, в период до 31 августа 2021 в Афганистане погиб 41 сотрудник UNAMA, 1 из которых являлся гражданином Румынии).
В перечисленные выше потери не включены потери среди гражданских государственных служащих Румынии, находившихся в Афганистане:
- так, 2 сентября 2019 года в ходе атаки посольства Румынии в Кабуле был убит 1 румынский дипломат и ранен ещё 1 работник посольства Румынии[14].

В перечисленные выше потери не включены потери «контрактников» сил коалиции (сотрудники иностранных частных военных и охранных компаний, компаний по разминированию, операторы авиатехники, а также иной гражданский персонал, действующий в Афганистане с разрешения и в интересах стран коалиции):
- по данным из открытых источников, в числе потерь «контрактников» международной коалиции в войне в Афганистане - по меньшей мере 1 убитый и 1 раненый гражданин Румынии[16].

В перечисленные выше потери не включены сведения о финансовых расходах на участие в войне, потерях в технике, вооружении и ином военном имуществе румынского контингента в Афганистане.